# World Series of Poker 1983
1983 års World Series of Poker (WSOP) pokerturnering hölls vid Binion's Horseshoe.

## Inledande event
| Event                        | Vinnare                 | Pris (USD) | Tvåa            |
| ---------------------------- | ----------------------- | ---------- | --------------- |
| $2 500 Ace to Five Draw      | David Angel             | $46 250    | Mike Cox        |
| $1 500 No Limit Hold'em      | David Baxter            | $145 500   | Richard Klamian |
| $1 000 Seven Card Stud Split | Artie Cobb              | $52 000    | David Singer    |
| $800 Mixed Doubles           | Jim Doman & Donna Doman | $10 000    | Okänt           |
| $1 000 Seven Card Stud       | Ken Flaton              | $62 000    | Stu Ungar       |
| $500 Ladies' Seven Card Stud | Carolyn Gardner         | $16 000    | Okänt           |
| $1 000 No Limit Hold'em      | Buster Jackson          | $124 000   | Rick Hamil      |
| $2 500 Match Play            | Berry Johnston          | $40 000    | Ray Zee         |
| $1 000 Seven Card Razz       | John Lucas              | $43 000    | Buddy McIntosh  |
| $1 000 Limit Hold'em         | Tom McEvoy              | $117 000   | Donnacha O'Dea  |
| $1 000 Limit Omaha           | David Sklansky          | $25 500    | Perry Green     |
| $1 000 Ace to Five Draw      | D Todd                  | $49 500    | Richard Stone   |
| $5 000 Seven Card Stud       | Stu Ungar               | $110 000   | Dewey Tomko     |

## Main Event
108 stycken deltog i Main Event. Varje deltagare betalade $10 000 för att delta. Rod Peate och Tom McEvoy spelade den längsta heads-up-matchen i WSOP:s historia fram till 2006. Matchen varade sju timmar. McEvoy var också den första personen som någonsin vunnit Main Event genom att först kvalificera genom en satellitturnering.

### Finalbordet
| Placering | Namn           | Pris     |
| --------- | -------------- | -------- |
| 1         | Tom McEvoy     | $540 000 |
| 2         | Rod Peate      | $216 000 |
| 3         | Doyle Brunson  | $108 000 |
| 4         | Carl McKelvey  | $54 000  |
| 5         | Robert Geers   | $54 000  |
| 6         | Donnacha O'Dea | $43 200  |